# Kuşaklı
« Sarissa » redirige ici. Pour les autres significations, voir Sarisse.

Localisation des régions et principales villes de l'Anatolie hittite.

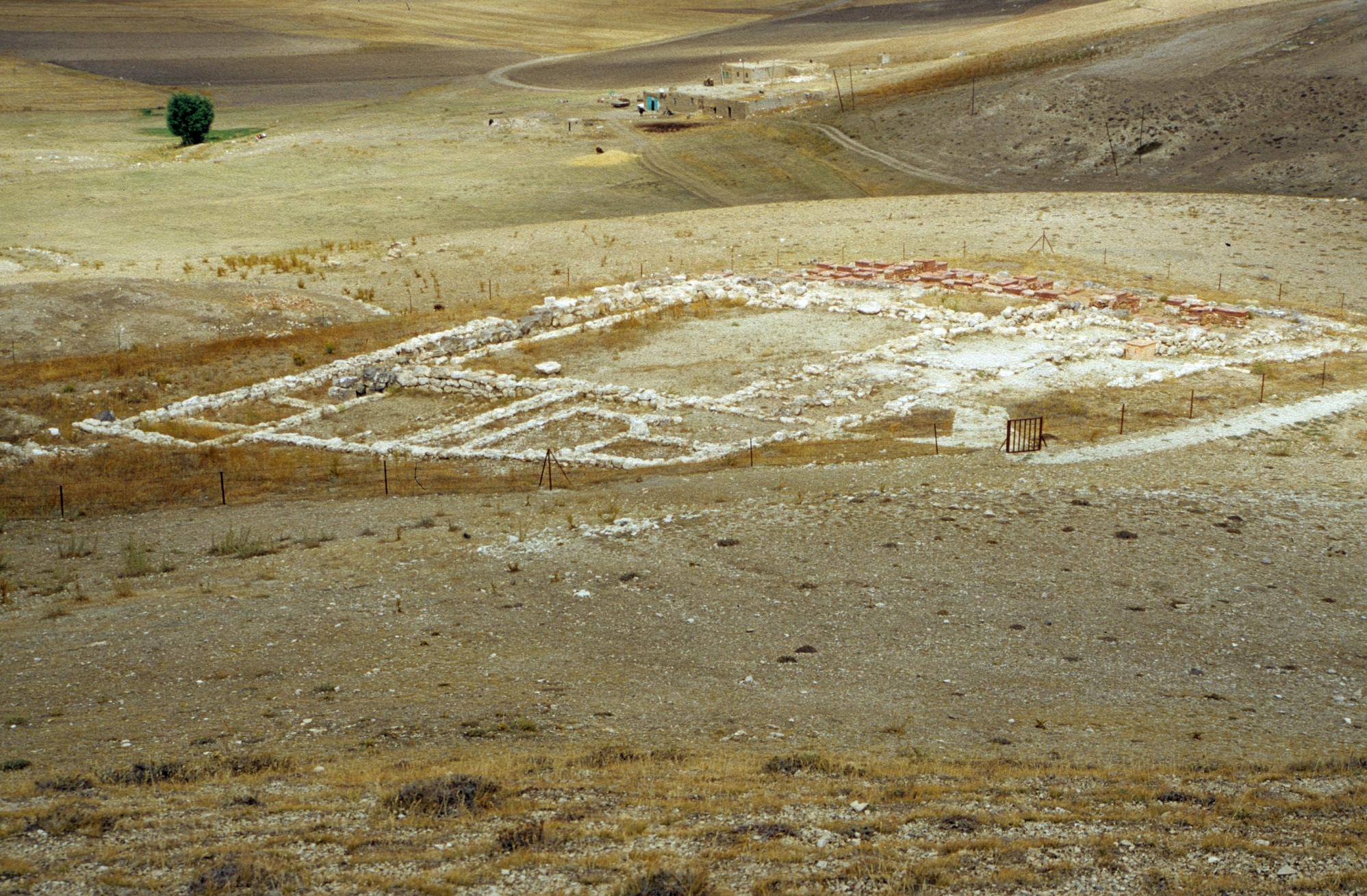
Ruines du Temple 1 de Kuşaklı.

Kuşaklı est un site archéologique de Turquie, situé dans la province de Sivas. Ses ruines sont celles de l'ancienne ville hittite nommée Sarissa, centre provincial du XVIe siècle av. J.-C. au XIIe siècle av. J.-C. Elle est explorée depuis 1992 par une équipe archéologique allemande sous la direction de Andreas Müller-Karpe.
Le site de Kuşaklı est un tell d'environ 18 hectares délimité par les ruines de la muraille percée de quatre portes et défendue par plusieurs tours de garde qui protégeait la ville antique. Le bâtiment principal de la ville est le Temple 2, un complexe cultuel de 110 pièces au moins, correspondant probablement au temple du Dieu de l'Orage, divinité tutélaire de la cité. Un autre sanctuaire plus petit, le Temple 1, a été dégagé au nord de la ville, ainsi que des espaces résidentiels et des silos servant à stocker le grain produit dans les champs de l'arrière-pays. Quelques tablettes de nature religieuse (déroulement de fêtes religieuses, rituels de divination, etc.) et des empreintes de sceaux de la période moyenne du royaume hittite (XVe – XIVe siècle av. J.-C.) ont été retrouvés. 
Sarissa était donc un centre administratif provincial, tout comme les sites contemporains de Maşathöyük (Tappika), Ortaköy (Sapinuwa), ainsi qu'un centre cultuel. Elle servait notamment au contrôle du « Haut Pays », la partie qui s'étendait à l'est du centre du royaume, au-delà de la rivière Kizilirmak. Bien que détruite durant la grande crise qui frappa ce royaume au début du XIVe siècle av. J.-C., elle fut reconstruite et ne fut abandonné qu'après la destruction du royaume dans le courant de la première moitié du XIIe siècle av. J.-C.